# FA Cup 1907-1908
La FA Cup 1907-1908 fu la trentasettesima edizione del torneo calcistico più vecchio del mondo. Vinse per la seconda volta il Wolverhampton Wanderers.

## Calendario
| Round                           | Data                     |
| ------------------------------- | ------------------------ |
| Turno preliminare               | Sabato 21 settembre 1907 |
| Primo turno di qualificazione   | Sabato 5 ottobre 1907    |
| Secondo turno di qualificazione | Sabato 19 ottobre 1907   |
| Terzo turno di qualificazione   | Sabato 2 novembre 1907   |
| Quarto turno di qualificazione  | Sabato 23 novembre 1907  |
| Quinto turno di qualificazione  | Sabato 7 dicembre 1907   |
| Primo turno                     | Sabato 11 gennaio 1908   |
| Secondo turno                   | Sabato 1º febbraio 1908  |
| Terzo turno                     | Sabato 22 febbraio 1908  |
| Quarto turno                    | Sabato 7 marzo 1908      |
| Semifinali                      | Sabato 28 marzo 1908     |
| Finale                          | Sabato 25 aprile 1908    |

## Primo turno
| N. partita | Squadra casa                  | Punteggio | Squadra trasferta       | Data            |
| ---------- | ----------------------------- | --------- | ----------------------- | --------------- |
| 1          | Chesterfield                  | 4-0       | Stockton                | 11 gennaio 1908 |
| 2          | Bristol City                  | 0-0       | Grimsby Town            | 11 gennaio 1908 |
| Replay     | Grimsby Town                  | 2-1       | Bristol City            | 15 gennaio 1908 |
| 3          | Burnley                       | 1-2       | Southampton             | 11 gennaio 1908 |
| 4          | Bury                          | 2-1       | Millwall                | 11 gennaio 1908 |
| 5          | Liverpool                     | 4-2       | Derby County            | 11 gennaio 1908 |
| 6          | Stoke                         | 5-0       | Lincoln City            | 11 gennaio 1908 |
| 7          | Notts County                  | 2-0       | Middlesbrough           | 11 gennaio 1908 |
| 8          | Aston Villa                   | 3-0       | Stockport County        | 11 gennaio 1908 |
| 9          | Bolton Wanderers              | 5-0       | Woking                  | 11 gennaio 1908 |
| 10         | West Bromwich Albion          | 1-1       | Birmingham              | 11 gennaio 1908 |
| Replay     | Birmingham                    | 1-2       | West Bromwich Albion    | 15 gennaio 1908 |
| 11         | Luton Town                    | 3-8       | Fulham                  | 11 gennaio 1908 |
| 12         | Gainsborough Trinity          | 1-0       | Watford                 | 11 gennaio 1908 |
| 13         | Everton                       | 1-0       | Tottenham               | 11 gennaio 1908 |
| 14         | Swindon Town                  | 0-0       | Sheffield United        | 11 gennaio 1908 |
| Replay     | Sheffield United              | 2-3       | Swindon Town            | 16 gennaio 1908 |
| 15         | Leicester Fosse               | 2-0       | Blackburn Rovers        | 11 gennaio 1908 |
| 16         | Woolwich Arsenal              | 0-0       | Hull City               | 11 gennaio 1908 |
| Replay     | Hull City                     | 4-1       | Woolwich Arsenal        | 16 gennaio 1908 |
| 17         | Newcastle Utd                 | 2-0       | Nottingham Forest       | 11 gennaio 1908 |
| 18         | New Brompton                  | 3-1       | Sunderland              | 11 gennaio 1908 |
| 19         | Queens Park Rangers           | 1-0       | Reading                 | 11 gennaio 1908 |
| 20         | Northampton Town              | 0-1       | Bristol Rovers          | 11 gennaio 1908 |
| 21         | Glossop                       | 0-0       | Manchester City         | 11 gennaio 1908 |
| Replay     | Manchester City               | 6-0       | Glossop                 | 15 gennaio 1908 |
| 22         | Coventry City                 | 2-4       | Crystal Palace          | 11 gennaio 1908 |
| 23         | West Ham United               | 1-0       | Rotherham Town          | 11 gennaio 1908 |
| 24         | Brighton & Hove Albion        | 1-1       | Preston North End       | 11 gennaio 1908 |
| Replay     | Preston North End             | 1-1       | Brighton & Hove Albion  | 16 gennaio 1908 |
| Replay     | Preston North End             | 0-1       | Brighton & Hove Albion  | 20 gennaio 1908 |
| 25         | Manchester United             | 3-1       | Blackpool               | 11 gennaio 1908 |
| 26         | Norwich City                  | 2-0       | Sheffield Wednesday     | 11 gennaio 1908 |
| 27         | Plymouth Argyle               | 1-0       | Barnsley                | 11 gennaio 1908 |
| 28         | Bradford City                 | 1-1       | Wolverhampton Wanderers | 11 gennaio 1908 |
| Replay     | Wolverhampton Wanderers       | 1-0       | Bradford City           | 15 gennaio 1908 |
| 29         | Carlisle United               | 2-2       | Brentford               | 11 gennaio 1908 |
| Replay     | Brentford                     | 1-3       | Carlisle United         | 15 gennaio 1908 |
| 30         | Oldham Athletic               | 2-1       | Leeds City              | 11 gennaio 1908 |
| 31         | Chelsea                       | 9-1       | Worksop Town            | 11 gennaio 1908 |
| 32         | Hastings & St Leonards United | 0-1       | Portsmouth              | 11 gennaio 1908 |

## Secondo turno
| N. partita | Squadra casa            | Punteggio | Squadra trasferta      | Data             |
| ---------- | ----------------------- | --------- | ---------------------- | ---------------- |
| 1          | Liverpool               | 1-1       | Brighton & Hove Albion | 1º febbraio 1908 |
| Replay     | Brighton & Hove Albion  | 0-3       | Liverpool              | 5 febbraio 1908  |
| 2          | Southampton             | 1-0       | West Bromwich Albion   | 1º febbraio 1908 |
| 3          | Stoke                   | 1-1       | Gainsborough Trinity   | 1º febbraio 1908 |
| Replay     | Gainsborough Trinity    | 2-2       | Stoke                  | 5 febbraio 1908  |
| Replay     | Stoke                   | 3-1       | Gainsborough Trinity   | 10 febbraio 1908 |
| 4          | Notts County            | 1-1       | Bolton Wanderers       | 1º febbraio 1908 |
| Replay     | Bolton Wanderers        | 2-1       | Notts County           | 5 febbraio 1908  |
| 5          | Aston Villa             | 3-0       | Hull City              | 1º febbraio 1908 |
| 6          | Grimsby Town            | 6-2       | Carlisle United        | 1º febbraio 1908 |
| 7          | Wolverhampton Wanderers | 2-0       | Bury                   | 1º febbraio 1908 |
| 8          | Swindon Town            | 2-1       | Queens Park Rangers    | 1º febbraio 1908 |
| 9          | Newcastle United        | 2-0       | West Ham United        | 1º febbraio 1908 |
| 10         | Manchester City         | 1-1       | New Brompton           | 1º febbraio 1908 |
| Replay     | New Brompton            | 1-2       | Manchester City        | 5 febbraio 1908  |
| 11         | Fulham                  | 2-1       | Norwich City           | 1º febbraio 1908 |
| 12         | Bristol Rovers          | 2-0       | Chesterfield           | 1º febbraio 1908 |
| 13         | Portsmouth              | 1-0       | Leicester Fosse        | 1º febbraio 1908 |
| 14         | Manchester United       | 1-0       | Chelsea                | 1º febbraio 1908 |
| 15         | Plymouth Argyle         | 2-3       | Crystal Palace         | 1º febbraio 1908 |
| 16         | Oldham Athletic         | 0-0       | Everton                | 1º febbraio 1908 |
| Replay     | Everton                 | 6-1       | Oldham Athletic        | 5 febbraio 1908  |

## Terzo turno
| N. partita | Squadra casa            | Punteggio | Squadra trasferta | Data             |
| ---------- | ----------------------- | --------- | ----------------- | ---------------- |
| 1          | Southampton             | 2-0       | Bristol Rovers    | 22 febbraio 1908 |
| 2          | Aston Villa             | 0-2       | Manchester Utd    | 22 febbraio 1908 |
| 3          | Bolton Wanderers        | 3-3       | Everton           | 22 febbraio 1908 |
| Replay     | Everton                 | 3-1       | Bolton Wanderers  | 26 febbraio 1908 |
| 4          | Grimsby Town            | 1-0       | Crystal Palace    | 22 febbraio 1908 |
| 5          | Wolverhampton Wanderers | 2-0       | Swindon Town      | 22 febbraio 1908 |
| 6          | Newcastle Utd           | 3-1       | Liverpool         | 22 febbraio 1908 |
| 7          | Manchester City         | 1-1       | Fulham            | 22 febbraio 1908 |
| Replay     | Fulham                  | 3-1       | Manchester City   | 26 febbraio 1908 |
| 8          | Portsmouth              | 0-1       | Stoke             | 22 febbraio 1908 |

## Quarto turno
| N. partita | Squadra casa  | Punteggio | Squadra trasferta       | Data          |
| ---------- | ------------- | --------- | ----------------------- | ------------- |
| 1          | Stoke         | 0-1       | Wolverhampton Wanderers | 7 marzo 1908  |
| 2          | Everton       | 0-0       | Southampton             | 7 marzo 1908  |
| Replay     | Southampton   | 3-2       | Everton                 | 11 marzo 1908 |
| 3          | Newcastle Utd | 5-1       | Grimsby Town            | 7 marzo 1908  |
| 4          | Fulham        | 2-1       | Manchester Utd          | 7 marzo 1908  |

## Semifinali
| Liverpool 28 marzo 1908, ore 15:00 | Newcastle United | 6 – 0 | Fulham | Anfield |

| Londra 28 marzo 1908, ore 15:00 | Wolverhampton Wanderers | 2 – 0 | Southampton | Stamford Bridge |

## Finale
| Arbitro: | T. P Campbell |

|                                                       |           |                 |
| Kenneth Hunt 40’ George Hedley 43’ Billy Harrison 85’ | Marcatori | 73’ James Howie |

| Wolverhampton Wanderers | Newcastle United |